# 1620 w literaturze
Wydarzenia literackie w 1620 roku.

## Nowe książki
- polskie
- zagraniczne

## Urodzili się
- Nikola Zrinski, poeta węgierski